# ديفيد كيم
ديفيد كيم (بالإنجليزية: David Kim)‏ هو عازف كمان أمريكي، ولد في 24 مايو 1963 في كاربوندال في الولايات المتحدة.

## وصلات خارجية
- الموقع الرسمي